# M. Stephania Wolf
M. Stephania Wolf OSB (* 1. Juni 1904 in Augsburg; † 1997 auf Frauenwörth) war eine deutsche Benediktinerin. Von 1948 bis 1979 war sie die 55. Äbtissin des Klosters Frauenchiemsee, das auch als Frauenwörth bezeichnet wird.

## Leben
Wolf war Schülerin des Max-Josef-Stifts in München und von 1921 bis 1923 Schülerin auf Frauenchiemsee. Als Nonne wirkte sie im Zweiten Weltkrieg als Küchenschwester für das Kinderlandverschickungslager im Kloster Frauenchiemsee. Sie wurde am 5. August 1948 nach dem Tod von Benedicta M. Fensel zur Äbtissin von Frauenchiemsee gewählt. In ihrer Zeit als Äbtissin wurde das Fortbildungskonzept der „Auszeit mit Fortbildung“ entwickelt. Sie resignierte am 29. Dezember 1979 von ihrem Amt als Äbtissin. Sie starb im Jahr 1997.